# Ceratopoidea
De Ceratopoidea of, taalkundig onjuist, Ceratopsoidea zijn een groep ornitischische dinosauriërs behorend tot de Neoceratopia.
Othniel Charles Marsh benoemde impliciet een superfamilie Ceratopsoidea toen hij in 1888 de familie Ceratopsidae benoemde (inclusief incorrecte "s"). Hij geldt daarmee als officiële naamgever. De eerste die de naam werkelijk gebruikte was Oliver Perry Hay in 1902 die haar later ook wel nog fouter spelde als "Ceratopsoidae".
De eerste definitie als klade was van Paul Sereno in 1998: de groep bestaande uit alle Coronosauria die nauwer verwant zijn aan Triceratops dan aan Protoceratops. Sereno gaf in 2005 een formeel verbeterde definitie: de groep bestaande uit Triceratops horridus Marsh 1889 en alle soorten nauwer verwant aan Triceratops dan aan Protoceratops andrewsi Granger & Gregory 1923. In 2021 verbeterden Daniel Madzia, Victoria Megan Arbour, Clint A. Boyd, Andrew A. Farke, Penélope Cruzado-Caballero en David Christopher Evans de definitie door Ceratops Marsh 1888 als verankerende soort toe te voegen.
De oudste bekende ceratopoïden zijn Zuniceratops en Turanoceratops uit het Turonien van Noord-Amerika; de laatste stierven samen met alle andere dinosauriërs behalve de vogels, uit aan het eind van het Maastrichtien. De groep bestaat uit middelgrote tot grote viervoetige gehoornde planteneters uit het late Krijt van Azië en Noord-Amerika.